# Levantamiento de Pugachov
El Levantamiento de Pugachov (ruso: Пугачёва, Vosstaniye Pugachyova; también llamada la Guerra de los Campesinos 1773-1775 o Rebelión de los Cosacos) de 1773-75 fue el principal levantamiento de una serie de rebeliones populares que tuvieron lugar en el Imperio ruso después de que Catalina II de Rusia tomara el poder en 1762. Comenzó como una insurrección organizada por los cosacos del Ural encabezada por Yemelián Pugachov, un exteniente desafecto del Ejército Imperial Ruso, en un contexto de profundo malestar campesino y guerra con el Imperio otomano. Tras el éxito inicial, Pugachov asumió el liderazgo de un gobierno alternativo en nombre del zar asesinado Pedro III, y proclamó el fin de la servidumbre. Este liderazgo organizado presentó un desafío a la administración imperial de Catalina III.
El levantamiento logró consolidar el apoyo de varios grupos, incluyendo los campesinos, los cosacos y los cristianos ortodoxos de los Viejos creyentes. En un momento dado, su administración reclamó el control de la mayor parte del territorio entre el río Volga y los montes Urales. Uno de los acontecimientos más significativos de la insurrección fue la batalla de Kazán en julio de 1774.
Las fuerzas gubernamentales no respondieron eficazmente a la insurrección al principio, en parte debido a las dificultades logísticas y a la falta de apreciación de su magnitud. Sin embargo, la revuelta fue aplastada hacia finales de 1774 por el General Michelsohn en Tsaritsyn. Pugachov fue capturado poco después y ejecutado en Moscú en enero de 1775. Otras represalias contra las zonas rebeldes fueron llevadas a cabo por el general Peter Panin.
Los acontecimientos han generado muchas historias en la leyenda y la literatura, sobre todo la novela histórica de Pushkin La hija del capitán (1836). Fue la mayor revuelta campesina de la historia de Rusia.

## Antecedentes y objetivos
Como la monarquía rusa contribuyó a la degradación de los siervos, la ira de los campesinos fue muy grande. Pedro el Grande cedió pueblos enteros a los nobles favorecidos, mientras que Catalina la Grande confirmó la autoridad de los nobles sobre los siervos a cambio de la cooperación política de los nobles. Los disturbios se intensificaron a medida que avanzaba el siglo XVIII, con más de cincuenta revueltas campesinas entre 1762 y 1769, las que culminaron en el Levantamiento de Pugachov, cuando, entre 1773 y 1775, Yemelián Pugachov reunió a los campesinos y cosacos y prometió a los siervos tierras propias y libertad.
Hubo varias presiones sobre los siervos rusos durante el siglo XVIII, que los indujeron a seguir a Pugachov. El campesinado en Rusia ya no estaba atado a la tierra, sino a su dueño. Los vínculos de conexión que habían existido entre la comunidad campesina y el zar, que habían ido disminuyendo, se rompieron por la interposición de los dueños de siervos; estos señores privados o agentes de la Iglesia o del Estado que poseían la tierra bloquearon el acceso de los siervos a la autoridad política. Muchos nobles volvieron a sus haciendas después de 1762 e impusieron reglas más duras a sus campesinos. La relación entre el campesino y el gobernante se cortó de forma más dramática en el decreto de 1767, que prohibía completamente las peticiones directas a la emperatriz por parte del campesinado. Los campesinos también estaban sujetos a un aumento de los impuestos indirectos debido al incremento de las exigencias del Estado. Además, una fuerte tendencia inflacionaria provocó un aumento de los precios de todos los bienes. Los campesinos se sintieron abandonados por el Estado «moderno». Vivían en circunstancias desesperadas y no tenían forma de cambiar su situación, habiendo perdido todas las posibilidades de reparación política.
Hubo desastres naturales en Rusia durante el siglo XVIII, que también agregaron tensión a los campesinos. La recurrencia frecuente de malas cosechas, plagas y epidemias creó inestabilidad económica y social. La más dramática fue la epidemia de 1771 en Moscú, que sacó a la superficie todos los miedos y pánicos inconscientes y desenfocados de la población.
Cada gobernante alteró la posición de la Iglesia, lo que aumentó más la presión. Pedro el Grande dio a la Iglesia nuevas obligaciones, mientras su administración se asimilaba a un departamento del estado secular. Los recursos de la Iglesia, o los medios de recaudación, no pudieron cumplir con las nuevas obligaciones y, como consecuencia, explotaron fuertemente y administraron mal a sus siervos. El malestar provocó constantes revueltas entre los siervos de la Iglesia.

## Liderazgo y estrategia
La imagen de Pugachov, según la memoria popular y las leyendas contemporáneas, era la de un pretendiente a libertador. Como a Pedro III, se le veía semejante a Cristo y santo, porque había aceptado mansamente su destronamiento por su malvada esposa Catalina II y sus cortesanos. No se había resistido a su derrocamiento, pero se había ido a vagar por el mundo. Había venido a ayudar a la revuelta, pero no la inició; según el mito popular, los cosacos y el pueblo lo hicieron.
La mitología popular de Pedro III vinculó a Pugachov con el Manifiesto de la Emancipación de 1762 y las expectativas del siervo con mayores liberalizaciones si hubiera continuado como gobernante. Pugachov ofreció la libertad del impuesto de captación y la tasa de reclutamiento, lo que le hizo parecer que seguía en la misma línea que el emperador del que se estaba haciendo pasar.

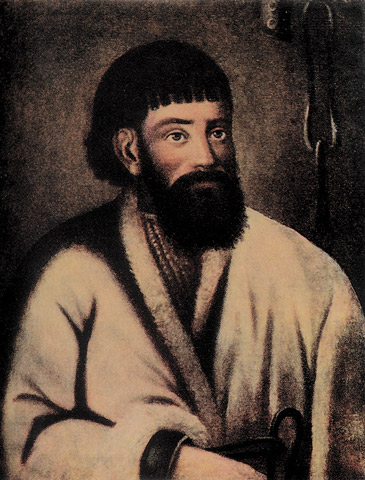
Yemelián Pugachov.

Pugachov intentó reproducir la burocracia de San Petersburgo. Estableció su propio Colegio de Guerra con poderes y funciones bastante extensos. Es importante destacar que no prometió una completa libertad de impuestos y reclutamiento para los campesinos; solamente concedió un alivio temporal. Su percepción del estado era que los soldados tomaban el papel de cosacos, lo que significaba que eran libres, permanentes, militares. Pugachov colocó a todo el personal militar en esta categoría también, incluso a los nobles y oficiales que se unieron a sus filas. Todos los campesinos que eran vistos como sirvientes del estado, debían convertirse en campesinos del estado y servir como cosacos en la milicia. Pugachov previó que los nobles volvieran a su anterior estatus como sirvientes del zar con salario en lugar de propietarios de fincas y siervos. Enfatizó la libertad de los campesinos de la nobleza. Todavía esperaba que los campesinos continuaran su trabajo, pero les concedió la libertad de trabajar y poseer la tierra. También disfrutarían de la libertad religiosa y prometió restaurar el vínculo entre el gobernante y el pueblo, erradicando el papel del noble como intermediario.
Bajo el «disfraz» de Pedro III, Pugachov construyó su propia burocracia y ejército, que copió al de Catalina. Algunos de sus principales comandantes tomaron los seudónimos de duques y cortesanos. Zarubin Chaika, el comandante de Pugachov, por ejemplo, tomó la apariencia de Zakhar Chernyshev. El ejército que Pugachov estableció, al menos en los niveles más altos de mando, también imitaba al de Catalina. La estructura organizativa que estableció para su alto mando fue extraordinaria, considerando que había desertado como alférez del ejército de Catalina. Construyó su propia Escuela de Guerra y una red de inteligencia bastante sofisticada de mensajeros y espías. Aunque Pugachov era analfabeto, reclutó la ayuda de los sacerdotes locales, mulás y starshinas para escribir y difundir sus «decretos reales» o ucases en ruso y en lenguas tártaras. Estos ucases eran copiados, enviados a los pueblos y leídos a las masas por los sacerdotes y mulás. En estos documentos, se rogaba a las masas que le sirvieran fielmente. Prometió conceder a los que siguieran su servicio, tierra, sal, grano, y bajó los impuestos, y amenazó con castigo y muerte a los que no lo hicieran. Por ejemplo, un extracto de un ucase escrito a finales de 1773:

De mi parte, tal recompensa e investidura será con dinero y compensación de pan y con ascensos: y usted, así como sus parientes más cercanos tendrán un lugar en mi gobierno y serán designados para servir un glorioso deber en mi nombre. Si hay quienes olvidan sus obligaciones para con su gobernante natural Pedro III, y no se atreven a llevar a cabo la orden de que mis tropas devotas reciban las armas en sus manos, entonces verán por sí mismos mi justa ira, y entonces serán castigados duramente.

## Reclutamiento y apoyo
Desde el principio de la insurgencia, los generales de Pugachov llevaron a cabo campañas de reclutamiento masivo en los asentamientos tártaros y baskires, con la instrucción de reclutar a un miembro de cada hogar y tantas armas como pudieran conseguir. Se hizo no solamente con cosacos, sino también con campesinos rusos y obreros de fábricas, tártaros, baskires y chuvasios. El famoso héroe baskir Salavat Yuláyev se unió a él. El objetivo principal de Pugachov en su campaña no era el pueblo, sino sus líderes. Reclutó a sacerdotes y mulás para difundir sus decretos y leerlos a las masas como una forma de darles crédito.

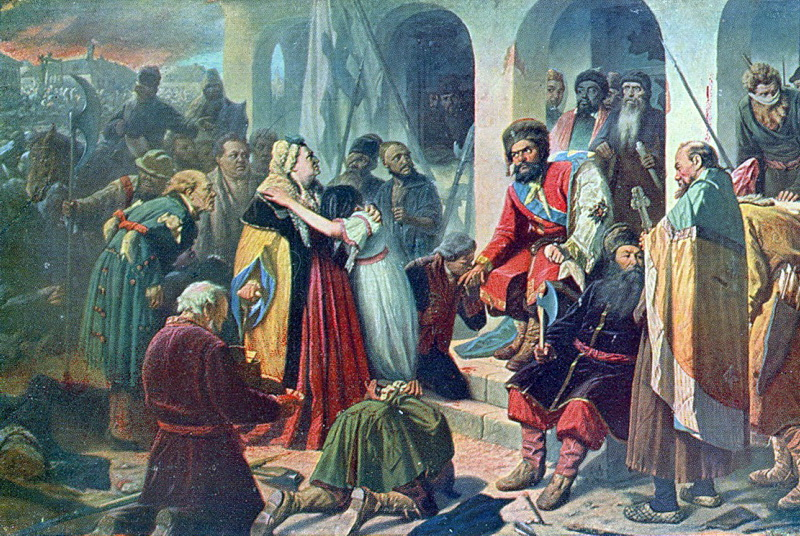
Vasili Perov, Juicio de Pugachov variante de 1879 Museo Estatal Ruso, San Petersburgo.

Los sacerdotes en particular fueron figuras instrumentales para llevar a cabo las campañas de propaganda de Pugachev. Pugachev era conocido por dar «bienvenidas heroicas» cada vez que entraba en una aldea rusa, en la que era recibido por las masas como su soberano. Unos días antes de su llegada a una ciudad o pueblo determinado, se enviaban mensajeros para informar a los sacerdotes y diáconos de ese pueblo de su inminente llegada. Estos mensajeros pedían a los sacerdotes que trajeran sal y agua y tocaran las campanas de la iglesia para significar su llegada. Los sacerdotes también fueron instruidos para leer los manifiestos de Pugachov durante la misa y cantar oraciones a la salud del Gran Emperador Pedro III. La mayoría de los sacerdotes, aunque no todos, cumplían con las peticiones de Pugachov. Un informe secreto de la Escuela de Guerra de Catalina, por ejemplo, cuenta que uno de esos sacerdotes, Zubarev, reclutó a Pugachov en la Iglesia bajo tales órdenes. «Zubarev, creyendo en el decreto lleno de calumnias del villano impostor, traído por el villano atamán Loshkarev, lo leyó públicamente ante el pueblo en la iglesia. Y cuando ese atamán trajo a su banda, formada por 100 hombres, a su pueblo de Baikalov, entonces ese Zubarev se encontró con ellos con una cruz y con iconos y rezos cantados en la Iglesia; y luego en el momento del servicio, así como después, evocó el nombre del emperador Pedro III por el sufragio».
El ejército de Pugachov estaba compuesto por una mezcla diversa de pueblos desafectos de la sociedad rusa meridional, en particular cosacos, baskires, colonos, disidentes religiosos —como los Viejos creyentes— y siervos industriales. Pugachov estaba muy en contacto con las necesidades y actitudes de la población local; era un cosaco de Don y se enfrentaba a los mismos obstáculos que sus seguidores. Es notable que las fuerzas de Pugachov siempre tomaron rutas que reflejaban las preocupaciones regionales y locales de las personas que formaban sus ejércitos. Por ejemplo, después del primer ataque a Yaitsk, no se dirigió hacia el interior, sino hacia el este, hacia Oremburgo, que para la mayoría de los cosacos era el símbolo más directo de la opresión rusa.
La población heterogénea de Rusia creó problemas especiales para el gobierno, y proporcionó oportunidades para aquellos que se oponían al estado y buscaban apoyo entre los nativos descontentos y todavía no asimilados. Cada grupo de personas tenía problemas con el estado, en los que Pugachov se centró para conseguir su apoyo.
Los no rusos, como los baskires, siguieron a Pugachov porque se les prometió sus formas de vida tradicionales, la libertad de sus tierras, agua y bosques, su fe y sus leyes, comida, ropa, salarios, armas y la libertad de la esclavitud. A los cosacos se les prometió de forma similar sus antiguas formas de vida, los derechos sobre el río Ural desde su nacimiento hasta el mar, pastos libres de impuestos, sal gratis, doce chetvi de maíz y 12 rublos por cosaco al año.

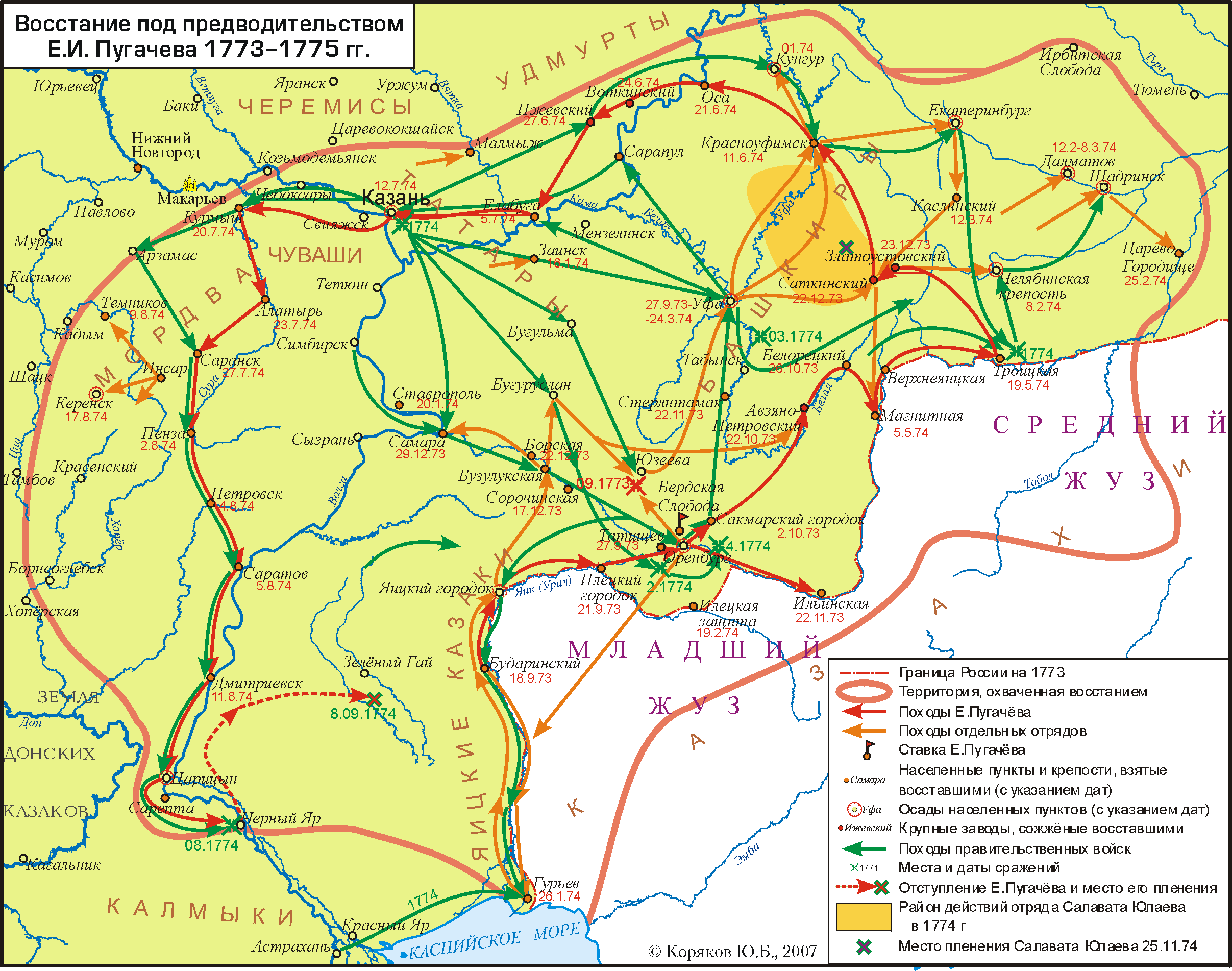
Mapa del Levantamiento de Pugachov.

Pugachov encontró un apoyo inmediato entre los odnodvortsy (campesinos libres) no sujetos a servidumbre. En la parte más occidental de la región barrida por el levantamiento de Pugachov, la orilla derecha del Volga medio, había varios odnodvortsy. Estos eran descendientes de pequeños militares que habían perdido su función militar y declinaron a la condición de «pequeños», pero libres, campesinos que cultivaban sus propias tierras. Muchos de ellos eran también Viejos creyentes, y por lo tanto se sentían particularmente alienados del estado establecido por Pedro I de Rusia. Fueron duramente presionados por los terratenientes de las provincias centrales que adquirían las tierras de su zona y asentaban a sus siervos en ellas. Estos colonos depositaron sus esperanzas en el líder providencial que prometió restaurar su antigua función y estatus.
La red de hombres santos y ermitas del Viejo creyente sirvió para propagar la aparición de Pugachov como Pedro III y sus éxitos, y también le ayudaron a reclutar a sus primeros seguidores entre los cosacos del viejo creyente del Iaik.
El anfitrión cosaco de Iaik estuvo más directa y completamente involucrado en el levantamiento de Pugachov. La mayoría de sus miembros eran Viejos creyentes que se habían establecido en el río Iaik. Los cosacos se opusieron a la marea de modernización racional y a la institucionalización de la autoridad política. Consideraban que su relación con el gobernante era especial y personal, basada en sus obligaciones de servicio voluntario. A cambio, esperaban que el zar protegiera su religión, su organización social tradicional y su autonomía administrativa. Siguieron las promesas de Pugachov y elevaron el listón de la revuelta con la esperanza de recuperar su relación especial anterior y asegurar el respeto del gobierno por sus tradiciones sociales y religiosas.
Los trabajadores de las fábricas apoyaron a Pugachov porque su situación había empeorado; muchas fábricas estatales se habían entregado a propietarios privados, lo que intensificó la explotación. Estos propietarios privados se erigieron como una barrera entre los trabajadores y el gobierno; inhibieron los llamamientos al Estado para mejorar las condiciones. Además, con la pérdida de la ventaja competitiva de Rusia en el mercado mundial, la producción de las minas y las fábricas de fundición de hierro de los Urales disminuyó. Este declive afectó más a los trabajadores porque no tenían otro lugar donde ir o ninguna otra habilidad para comercializar. Había suficiente material para apoyar la rebelión contra el sistema. En general, las fábricas apoyaron a Pugachov, algunas voluntariamente continuaron produciendo artillería y municiones para los rebeldes.

## Desafío al estado ruso

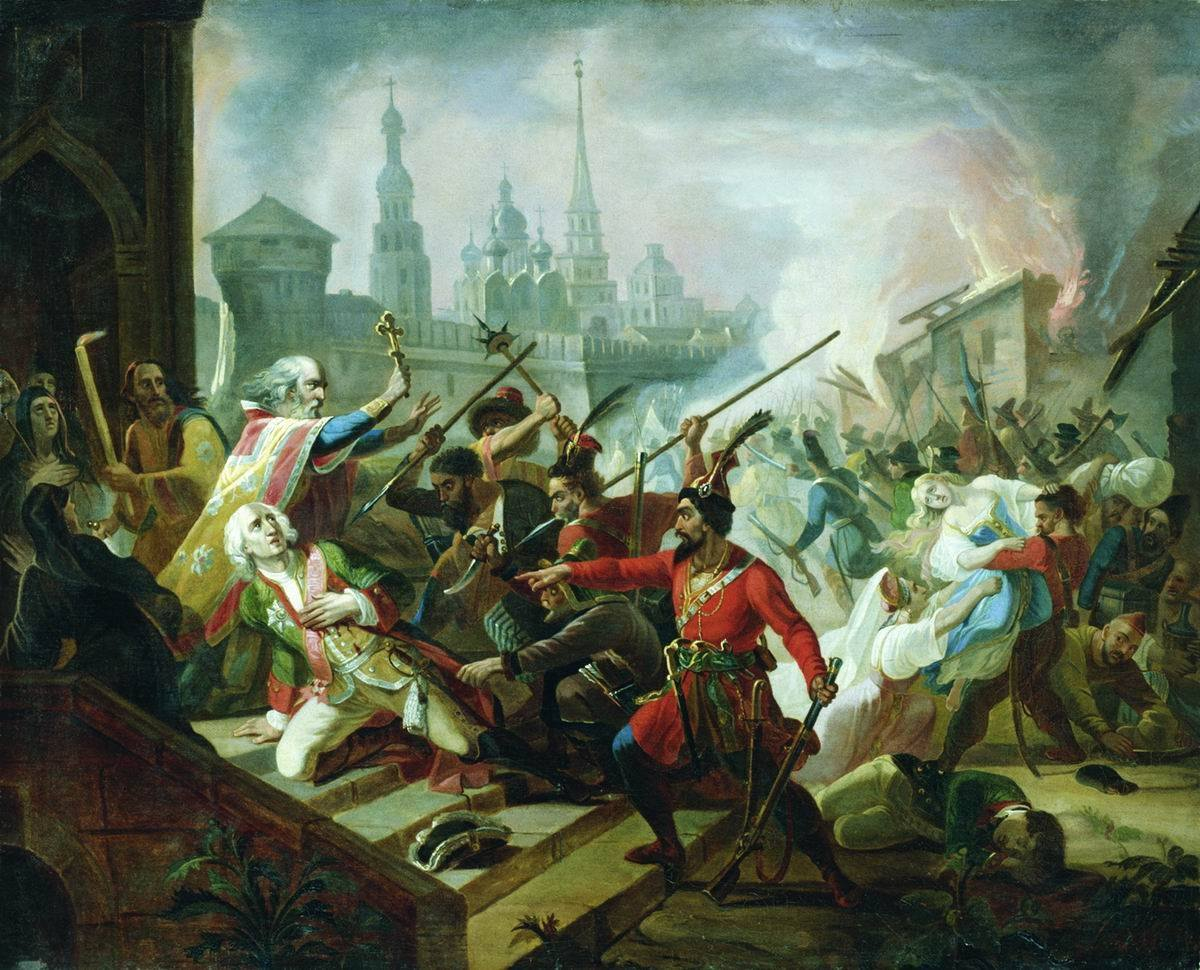
El asalto de Kazán de Pugachov, pintura de F.A. Moller.

En 1773 el ejército de Pugachov atacó Samara y la ocupó. Su mayor victoria llegó con la toma de Kazán, para entonces su territorio capturado se extendía desde el Volga hasta los montes Urales. Aunque bastante bien organizado para una revuelta en ese momento, la principal ventaja de Pugachov al principio fue la falta de credibilidad en el levantamiento de Pugachev, Catalina la Grande consideró al problemático cosaco como una «broma» y puso una pequeña recompensa de unos 500 rublos por su cabeza. Pero para 1774, la amenaza fue abordada más seriamente; y en noviembre la recompensa era de más de 28 000 rublos. El general ruso Michelson perdió muchos hombres debido a la falta de transporte y disciplina de sus tropas, mientras que Pugacheov obtuvo varias victorias importantes.
Pugachov lanzó la rebelión a mediados de septiembre de 1773. Tenía una fuerza sustancial compuesta por cosacos, campesinos rusos, siervos de las fábricas y no rusos con la que abrumó a varios puestos de avanzada a lo largo del río Iaik y a principios de octubre se dirigió a la capital de la región, Oremburgo. Mientras sitiaban esta fortaleza, los rebeldes destruyeron una expedición de socorro del gobierno y extendieron la revuelta hacia el norte hasta los Urales, hacia el oeste hasta el Volga y hacia el este hasta Siberia. Los grupos de Pugachev fueron derrotados a finales de marzo y principios de abril de 1774 por un segundo cuerpo de socorro bajo el mando del general Aleksandr Bibikov, pero Pugachov escapó al sur de los Urales, en Baskiria, donde reclutó nuevos partidarios. Entonces, los rebeldes atacaron la ciudad de Kazán, quemando la mayor parte de ella el 23 de julio de 1774. Aunque fue vencido tres veces en Kazán por las tropas zaristas, Pugachov escapó por el Volga, y reunió nuevas fuerzas mientras bajaba por la orilla oeste del río capturando las principales ciudades. El 5 de septiembre de 1774, Pugachov no logró tomar la ciudad de Tsaritsyn y fue derrotado en la estepa debajo de esa ciudad. Sus seguidores más cercanos lo traicionaron ante las autoridades. Después de un prolongado interrogatorio, Pugachov fue ejecutado públicamente en Moscú el 21 de enero de 1775.

## Participación de los indígenas
La vaga retórica de Pugachov inspiró no únicamente a cosacos y campesinos a luchar, sino también a las tribus indígenas de la frontera oriental. Estos grupos indígenas constituían una porción comparativamente pequeña de los que se rebelaron, pero su papel no puede ser subestimado. Cada grupo tenía una cultura e historia distinta, lo que significaba que sus razones para seguir a Pugachov eran diferentes.

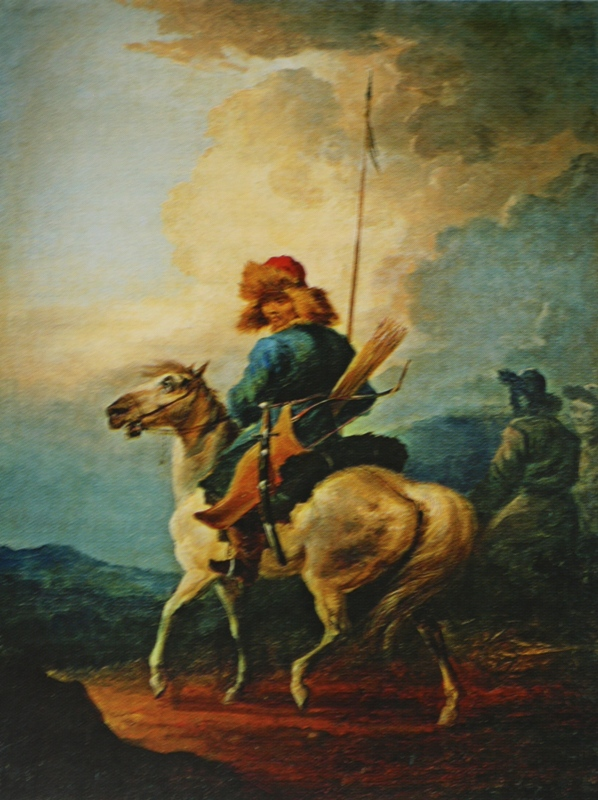
Jinetes baskires de las estepas de los Urales.

Los mordvinos, maris, udmurtos y chuvasios por ejemplo, se unieron a la revuelta porque estaban molestos por los intentos rusos de convertirlos a la iglesia ortodoxa. Estos grupos vivían dentro de las fronteras de Rusia, pero se aferraron a su idioma y cultura. Durante el levantamiento de Pugachov, estos nativos respondieron asesinando a miembros del clero ortodoxo. Debido a que los nativos profesaban lealtad a Pugachov, el líder rebelde no tuvo más remedio que condonar implícitamente sus acciones como parte de su levantamiento.
Los tártaros —de la cuenca del Volga y Kama— eran los grupos indígenas con la estructura política más compleja. Estaban más estrechamente asociados con la cultura rusa porque habían vivido dentro de las fronteras del Imperio desde el siglo XVI. Muchos de estos tártaros poseían tierras o administraban fábricas. Como miembros más integrados del imperio ruso, se rebelaron en objeción al impuesto de capitación y sus obligaciones militares y de servicio. Los tártaros estaban estrechamente asociados con los cosacos y eran una parte crucial para los esfuerzos de reclutamiento de Pugachov.
Como grupo, los baskires tuvieron la participación más unificada en el levantamiento. Los baskires eran pastores nómadas, enojados por los colonos rusos recién llegados que amenazaban su forma de vida. Los rusos construyeron fábricas y minas, comenzaron a cultivar en las antiguas tierras de los baskires, e intentaron que abandonaran su vida nómada y se convirtieran en agricultores también. Cuando estallaron los combates, los líderes de la aldea baskir predicaron que la participación en la rebelión pondría fin al colonialismo ruso y daría a los baskir la autonomía política y la independencia cultural que deseaban. Los baskires fueron cruciales para la rebelión de Pugachov. Algunos de los memorables líderes de la rebelión, como Salavat Yulaev, eran baskires, y el historiador Alan Bodger argumenta que la rebelión podría haber muerto en las etapas iniciales si no fuera por la participación de los baskires. Pero es importante señalar que a pesar de su papel integral, los baskires lucharon por razones diferentes a las de muchos de los cosacos y campesinos, y a veces sus objetivos dispares perturbaron la causa de Pugachov. Hay relatos de baskires, molestos por la pérdida de sus tierras, tomando tierras de campesinos para ellos mismos, también asaltaron fábricas, mostrando su agresión a la expansión e industrialización de Rusia. Pugachov pensó que estas incursiones eran desacertadas y no ayudaban a su causa.

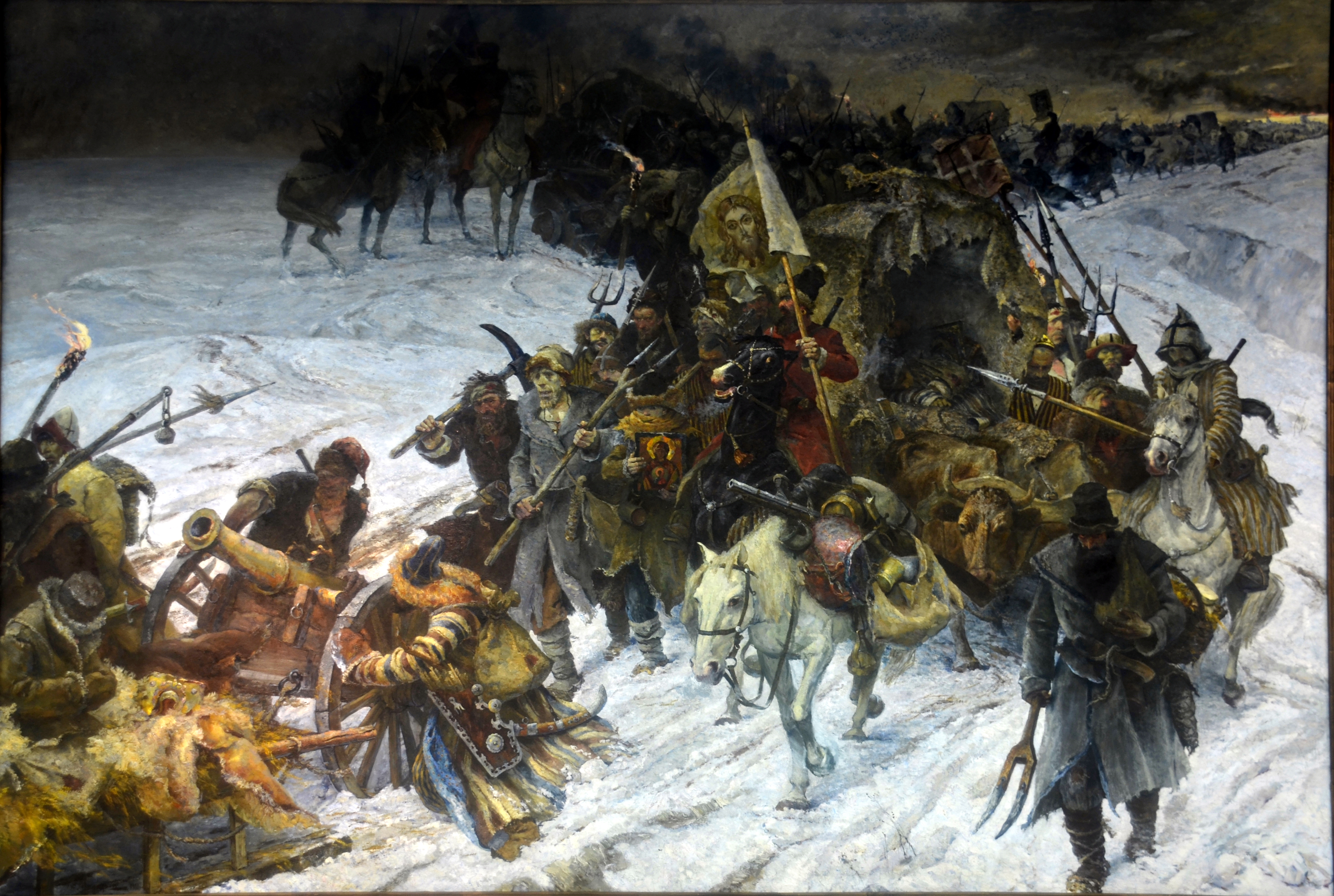
Grupo de rebeldes (Pugachevshchina). Museo de Arte Estatal de Vologrado.

Mientras que los baskires tuvieron un claro papel unificado en la rebelión, los budistas calmucos y los mulsumanes kazajos, tribus turcas vecinas de la estepa, se involucraron de una manera más fragmentada. Los kazajos eran pastores nómadas como los baskires, y estaban en constante lucha con los grupos indígenas vecinos y los colonos rusos por la tierra. Pugachov se esforzó por conseguir que los líderes kazajos se comprometieran con su causa, sin embargo, líderes como Nur-Ali no lo hicieron del todo. Nur-Alit entabló conversaciones tanto con las fuerzas de Pugachov como con las zaristas, ayudándose mutuamente solamente cuando le resultaba ventajoso. Los kazajos aprovecharon el caos de la rebelión para recuperar tierras de los campesinos rusos y de los nativos de baskires y calmucos. El historiador John T. Alexander argumenta que estas incursiones, aunque no tenían como objetivo directo ayudar a Pugachov, en última instancia ayudaron a aumentar el caos que las fuerzas imperiales tuvieron que enfrentar.
Los primeros asentamientos de los alemanes del Volga fueron atacados durante el levantamiento de Pugachov. Según Darrel P. Kaiser, «los miembros de la tribu Kazakh-Kirghiz secuestraron 1573 colonos de las colonias en 1774 y solamente la mitad fueron rescatados con éxito. El resto fueron asesinados o esclavizados».
El papel de los calmucos en la rebelión tampoco se unificó, pero los historiadores no están de acuerdo en cómo clasificar sus acciones. El historiador Alan Bodger argumenta que su papel fue mínimo. Ayudaron a ambas partes en el conflicto, pero no de una manera que cambiara los resultados. John T. Alexander argumenta fueron un factor significativo en las victorias iniciales de la rebelión. Cita la campaña de calmica liderada por II'ia Arapov que, aunque fue derrotada, causó un alboroto total e impulsó la rebelión en la región de Stávropol.

## Derrota

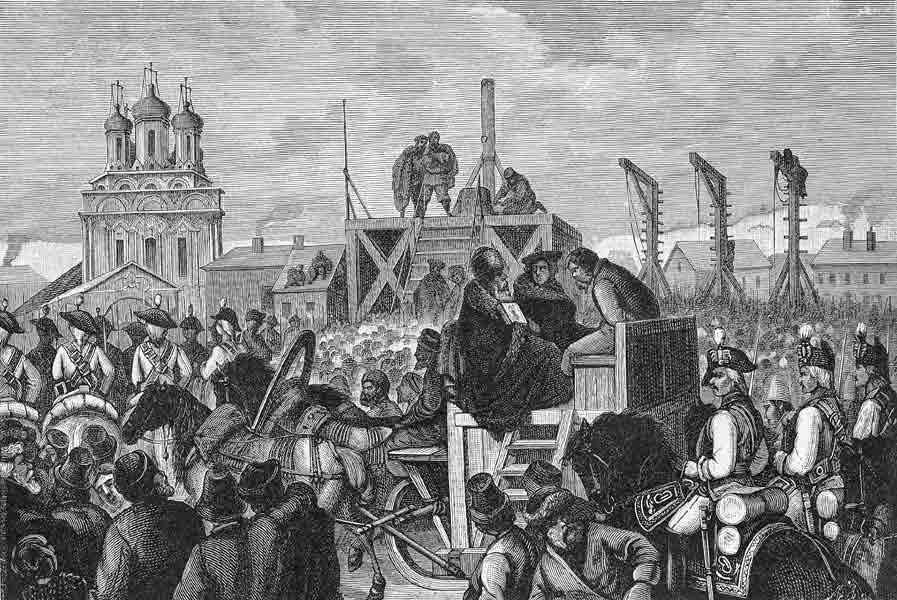
La ejecución de Pugachov en la Plaza Bolotnaya.

A finales de 1774 la marea estaba cambiando, y la victoria del ejército ruso en Tsaritsyn dejó entre 9000 y 10 000 rebeldes muertos. Las salvajes represalias del general ruso Panin, después de la captura de Penza, completaron su descontento. A principios de septiembre, la rebelión fue aplastada. Yemelián Pugachov fue traicionado por sus propios cosacos cuando intentó huir a mediados de septiembre de 1774. Fue decapitado y desmembrado el 21 de enero de 1775, en Moscú.
Después de la revuelta, Catalina recortó incluso más los privilegios de los cosacos y estableció más guarniciones a través de Rusia. Las provincias se hicieron más numerosas, ciertos poderes políticos se dividieron entre varios organismos y se introdujeron funcionarios electos.

## Evaluaciones
La interpretación popular de la insurgencia fue que los hombres de Pugachov lo siguieron por el deseo de liberarse de la opresión del imperio de la ley de  
Catalina II. Sin embargo, hay documentos del colegio de guerra de Pugachov y testimonios oculares que contradicen esta teoría. Mientras que había muchos que creían que Pugachov era Pedro III y que los emanciparía de los duros impuestos y políticas de servidumbre de Catalina, había muchos grupos, particularmente de la etnia baskir y tártara, cuyas lealtades no eran tan seguras. En enero de 1774, por ejemplo, los generales baskires y tártaros lideraron un ataque a la ciudad de Kungur. Durante la revuelta, los nómadas kazajos aprovecharon la oportunidad para asaltar los asentamientos rusos. Las tropas de Pugachov sufrieron la falta de alimentos y de pólvora. Muchos combatientes desertaron, incluyendo un general que abandonó la batalla y se llevó a toda su unidad con él. Un general escribió en un informe a su superior, V. I. Tornova, «Por el bien de su eminencia, solicitamos humildemente que nuestra fortaleza Naigabitskiaia nos sea devuelta con o sin un destacamento, porque no hay un solo destacamento tártaro o baskir, ya que todos han huido, y los starshiná, que se han dispersado a sus hogares, están partiendo actualmente hacia la fortaleza Naigabanskaia».

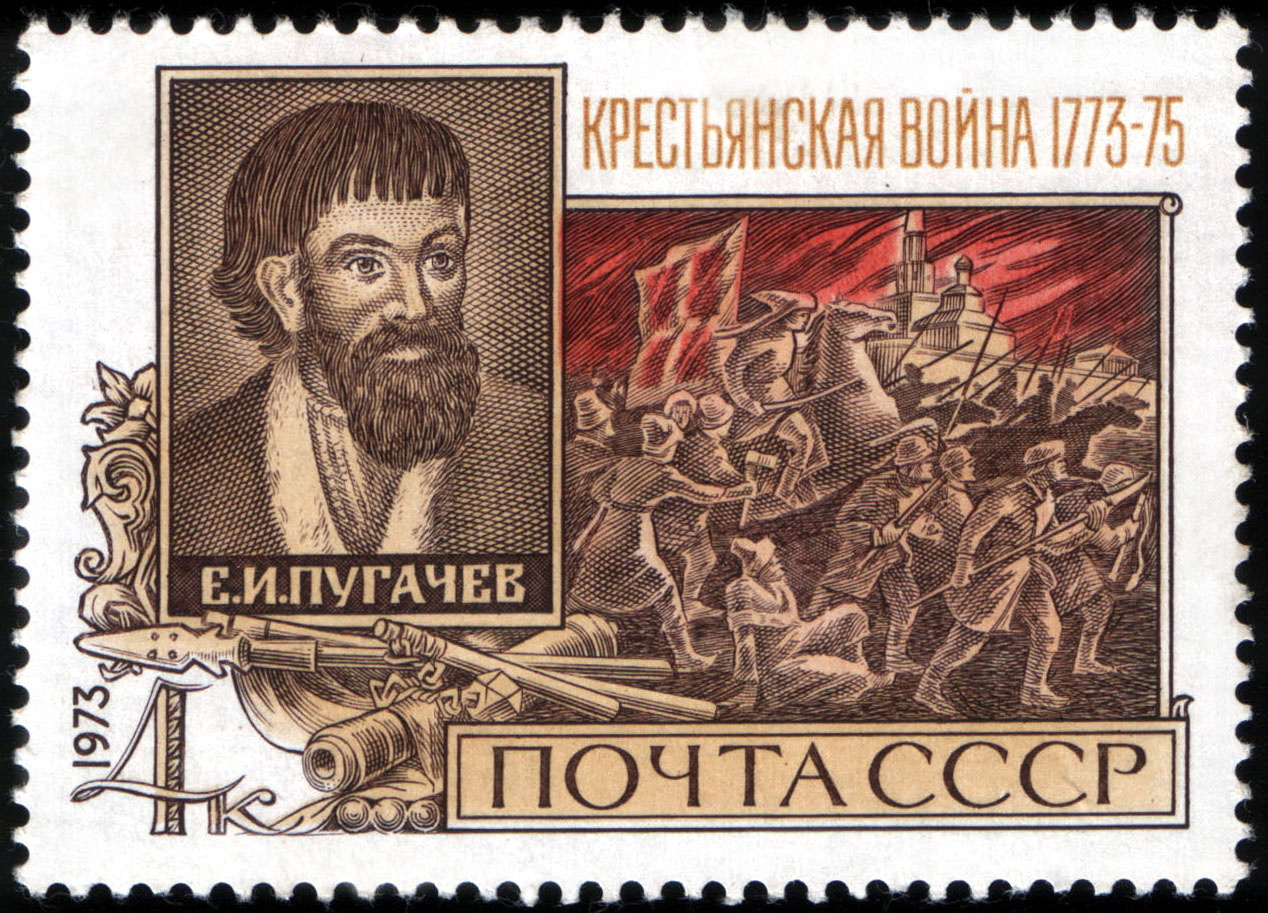
Sello postal soviético, 1973 con la imagen de Yemelián Pugachov.

El concepto de libertad se aplicó al movimiento en lo que respecta a ser libre de la nobleza. Un campesino debía ser libre de trabajar y ser dueño de la tierra que trabajaba. Los seguidores de Pugachov idealizaron una sociedad estática y sencilla en la que un gobernante justo garantizara el bienestar de todos en el marco de una obligación universal con el soberano. El gobernante debía ser un padre para su pueblo, sus hijos; y el poder debía ser personal y directo, no institucionalizado y mediado por el propietario de la tierra o el siervo. Tal estado de ánimo puede también explicar el fuerte impulso de vengarse de los nobles y funcionarios, de su moderno y malvado modo de vida.
Los seguidores de Pugachov estaban particularmente asustados por los aparentes cambios económicos y sociales. Deseaban recuperar los viejos ideales de servicio y comunidad en una jerarquía ordenada por Dios. Necesitaban un sentido palpable de relación directa con la fuente del poder soberano. Los cosacos eran muy conscientes de la pérdida de su estatus especial y del contacto directo con el zar y su gobierno.
El gobierno imperial se esforzó por mantener el asunto de la rebelión en estricto secreto o, en su defecto, presentarlo como un brote menor que pronto sería sofocado. La ausencia de una prensa rusa independiente en ese momento, particularmente en las provincias, significaba que los extranjeros solamente podían leer lo que el gobierno decidía imprimir en los dos periódicos oficiales, o cualquier noticia que pudieran obtener de los corresponsales en el interior. El gobierno ruso se comprometió a propagar en la prensa extranjera su propia versión de los acontecimientos y ordenó a sus representantes en el extranjero que le restaran importancia a la revuelta.
El gobierno ruso favoreció el uso de manifiestos para comunicarse con el pueblo de Rusia. Catalina pensó que las exhortaciones para abandonarlo excitarían la antipatía popular por su causa y provocarían divisiones en las filas rebeldes. Sus pronunciamientos impresos fueron ampliamente distribuidos en las áreas turbulentas; fueron leídos en las plazas públicas y desde los púlpitos de las parroquias. En el campo, se instruyó a las autoridades locales para que los leyeran en las reuniones del pueblo, que a su vez debían firmar el decreto. Estas proclamaciones del gobierno produjeron poco efecto positivo. De hecho, añadieron más confusión e incluso provocaron disturbios cuando el campesinado se negó a creer o a firmarlas.
También debido al hecho de que los cosacos ucranianos apoyaron a los rebeldes y quisieron invitar a Pugachov a Sich, la emperatriz rusa, al enterarse de esto, ordenó su destrucción. Sich de Zaporiyia fue destruida el 15 de junio de 1775 por las tropas del general Tekeli, que partieron de la Fortaleza de Santa Isabel .
Gran parte de la culpa de la propagación de la insurrección debe recaer en las autoridades locales de Rusia. «Fueron laxas, tímidas e indecisas; sus contramedidas fueron tardías, inútiles y perdieron vidas innecesariamente». La propia Catalina reconoció esta valoración, como dijo: «Considero que la débil conducta de los funcionarios civiles y militares en varias localidades es tan perjudicial para el bienestar público como Pugachev y la chusma que ha reunido». La burocracia local en Rusia era demasiado remota y demasiado ineficiente para tratar adecuadamente incluso los asuntos administrativos más básicos.
El éxito de Pugachov en resistir la represión durante más de un año demostró ser un poderoso incentivo para futuras reformas. Hizo evidente al gobierno varios problemas en el tratamiento de las provincias. Quedaron débilmente controladas y, en consecuencia, susceptibles a los brotes de violencia campesina. La lección más crucial que Catalina II sacó del levantamiento de Pugachov, fue la necesidad de un control militar más firme en todas las partes del Imperio, no únicamente en las fronteras exteriores. Por ejemplo, cuando el gobernador de Kazán pidió ayuda contra el Pugachov que se acercaba, no había ninguna fuerza disponible para relevarlo. La revuelta se produjo en un momento delicado para el gobierno ruso porque muchos de sus soldados y generales ya estaban enfrascados en una difícil guerra en las fronteras meridionales con la Turquía otomana. Sin embargo, el ejército profesional disponible fuera de las puertas de Kazán para contrarrestar el ejército cosaco de Pugachov únicamente consistía en 800 hombres.

## Medios de comunicación
- La hija del capitán (1836 novela histórica de Alexander Pushkin) El oficial imperial Pyotr Grinyov es enviado a un puesto remoto de avanzada. Mientras viaja se pierde en una tormenta de nieve, donde se encuentra con un extraño que lo guía a la seguridad. Agradecido le da al extraño su abrigo de piel y se separan cuando la tormenta termina. Más tarde su puesto de avanzada es atacado por las fuerzas de Pugachov, lideradas por el extraño, que resulta ser el propio Pugachov, el que queda impresionado por la integridad del joven, le ofrece un lugar en su ejército. El oficial tiene que elegir entre la lealtad a su comisión o seguir al carismático Pugachov.
- La tempesta (película de 1958) Una adaptación de La hija del capitán producida por Dino de Laurentis y dirigida por Alberto Lattuada. Protagonizada por Geoffrey Horne en el papel de Piotr Grinov, Silvana Mangano en el de Masha Miranov y Van Heflin en el de Yemelián Pugachov.

## Biografía
- Alexander, John T. (1969). Autocratic politics in a national crisis: the Imperial Russian government and Pugachev's revolt, 1773-1775. Indiana University Press.
- Bodger, Alan (1991). Nationalities in History: Soviet Historiography and the Pugačëvščina. Jahrbücher für Geschichte Osteuropas, Vol. Bd. 39, n.º 4.
- Alexander, John T.  "Recent Soviet Historiography on the Pugachev Revolt: A Review Article." Canadian-American Slavic Studies 4#3 (1970): pp. 602–617
- Alexander, John T (1970). «Western Views of the Pugachev Rebellion». 'Slavonic and East European Review.
- Forster, Robert; Greene, Jack P. (1970). «Pugachev’s rebellion por Marc Raeff».  En The Johns Hopkins Press, ed. Preconditions of Revolution in Early Modern Europe (en inglés). Baltimore y Londres. ISBN 9780801811760.
- Tucker, Spencer C. (2017). «Pugachev's Rebellion (1773-1775)». The Roots and Consequences of Civil Wars and Revolutions: Conflicts that Changed World History (en inglés). Santa Barbara, California: ABC-CLIO. ISBN 9781440842948.
- Madariaga, Isabel De (1981). Russia in the Age of Catherine the Great (en inglés). New Haven: Yale UP.
- Pugachevshchina. Moscú : Gosizdat, 1926-1931.

- Datos: Q154100
- Multimedia: Pugachev's Rebellion / Q154100